# Морис Гринберг
Морис Аврам Гринберг е български физик и специалист в областта на когнитивните науки. Експерт по технологии с проследяване на погледа, електронно обучение, ползваемост и ефективност на системи за електронно обучение, оценяване и качество на обучението.

## Биография
Завършва Физика в Софийския университет „Климент Охридски“ през 1987 г. със специализация „Физика на атомното ядро и елементарните частици“. Доктор по физика с дисертация на тема „Изследване на свойствата на четно-четни сферични ядра в рамките на квазичастично-фононния модел на атомното ядро“ (1994).
Специализира шест месеца в Обeдинения институт за ядрени изследвания в Дубна, Русия (1989 – 1990) и шест месеца в Института по ядрена физика в Орсе, Франция, със стипендия на френското външно министерство (1992). През 1994 – 1995 г. специализира за една година в Института за ядрени науки на Университета „Жозеф-Фурие“ в Гренобъл, Франция. През 1996 – 1997 г. е на едногодишна специализация Изследователския център Росендорф в Дрезден, Германия.
От 1987 до 2000 г. работи в Института за ядрени изследвания и ядрена енергетика на Българската академия на науките. Ст.н.с. ІІ ст. по теоретична ядрена физика (от юни 1999).
От 2000 г. е преподавател в департамент „Когнитивна наука и психология“ на Нов български университет.
Директор на лабораторията по ползваемост към ЦИЕЦКН на НБУ. Директор на Центъра за оценяване на НБУ.
Член е на Дружеството по когнитивна наука.
Съучредител и председател на Управителния съвет на фондация „АСИСТ – Помагащи технологии“.
През 2020 г. издава монографията "Социалните дилеми: Когнитивна перспектива", издателство на НБУ